# عمر بونغو
عمر بونجو أوندمبا (بالفرنسية: El Hadj Omar Bongo Ondimba) (ولد باسم ألبرت بيرنارد بونجو سنة 30 ديسمبر 1935 - 8 يونيو 2009)، رئيس الغابون بين 1967 - 2009، يعتبر من أقدم الحكام في السلطة في العالم حيث إنه تولى السلطة في 2 ديسمبر عام 1967 خلفا للرئيس السابق ليون إمبا. وقد ارتقى هذا الشاب بالمناصب السياسية بسرعة في عهد الرئيس ليون إمبا نظرا لكفائته وإعطائه المسئوليات حتى غدا نائبا للرئيس عام 1966، واستلم الحكم بعد وفاة الرئيس عام 67 وظل بالحكم حتى وفاته في 8 يونيو 2009. كان مسيحي ولكنه اعتنق الإسلام في عام 1973 وغَيّر اسمه الأول إلى عمر. وهو رئيس الحزب الديموقراطي الجابوني، الحزب الذي حكم البلاد حتى عام 1990 عندما سمحت بالتعددية الحزبية. وأعيد انتخابه في انتخابات رئاسية متعددة الأحزاب أعوام 93 و 98 و 2005. بالرغم من مواجته معارضة قوية خلال حكمه أوائل التسعينات، إلا أنه استطاع في نهاية المطاف من توطيد السلطة مرة أخرى. حيث أيده معظم زعماء المعارضة بالتسعينات مما حدا بإعطائهم المناصب العليا بالدولة.
وطوال فترة حكمه الممتدة 43 عاما، لم تحصل مشاكل عرقية، وكانت الجابون مستقرة وبوضع آمن بشكل عام. وقد استفادت الجابون من الثروة النفطية، بالرغم من أن معظم السكان لا يزالون فقراء، وقد تعرض بونغو ورفاقه بشكل مستمر للإتهام بعمليات احتيال وفساد خطيرة. وأصبح هو من أطول الرؤساء الأحياء بقاء على الحكم بعد خروج الرئيس الكوبي فيدل كاسترو من سدة الحكم في فبراير من عام 2008، إذا استثنينا الملوك.

## بداية حياته
ولد ألبرت برنارد بونغو أصغر إخوته الإثنَيْ عشر بتاريخ 30 ديسمبر 1935م بقرية لواي بمقاطعة هاوت-أوغو جنوب شرقي الغابون بالقرب من حدود جمهورية الكونغو، وهو من العرقية الباتيك القليلة العدد في الغابون. وقد تم تغيير اسم القرية لواي إلى بونغوفيل تكريما لبونغو الذي عمل على تطوير المدينة. وبعد إنهاء دراسته الابتدائية والمتوسطة في برازافيل (عاصمة أفريقيا الاستوائية الفرنسية) وجد بونغو وظيفة في مركز البريد والاتصالات، ثم التحق بالعسكرية، فتخرج منها ضابطا برتبة ملازم بسلاح الجو في برازافيل ثم بانغي وفورت لامي (حاليا إنجامينا في تشاد)، ثم خرج منها برتبة نقيب.
له أكثر من ثلاثين طفلا بينهم ابنه علي بونغو أونديمبا الرئيس الحالي للغابون، وابنته الكبرى باسكالين مفيري، التي سبق أن شغلت منصبَي وزيرة الخارجية ورئيسة موظفي القصر الرئاسي.

## التجربة السياسية
دخل عالم السياسة في جيل ال27 بعد حصوله على ثقة أول رؤساء الغابون بعد الاستقلال، ليون إمبا، الذي عينه مديرا لمكتب الرئيس عام 1962.
تعرض بونغو للاعتقال على يد جنود متمردين انقلبوا على الرئيس ليون إمبا وخطفوه في انقلاب سنة 1964 والتي لم تدم سوى يومين، وأنقذت قوات مظلية فرنسية الرئيس المختطف ومدير مكتبه بونغو وأعادتهما إلى السلطة.
عقب هذا الحادث عيّنه الرئيس إمبا في سبتمبر 1965 ممثلا خاصا للرئيس لشؤون الدفاع والتنسيق، ثم أصبح وزيرا للإعلام والسياحة. في 12 نوفمبر 1966عيَّنه الرئيس نائبا له مكافأة لولائه عقب المحاولة الانقلابية، وبعد الانتخابات في مارس 1967 استمر في منصب نائب الرئيس الذي ساءت صحته فجأة وتوفي ليخلفه بونغو في الرئاسة ويصبح رابع أصغر رئيس أفريقي يتولى سدة الحكم.
أنهى بونغو في التسعينيات نظام الحزب الواحد الحاكم، حيث عقد بضغط من المعارضة انتخابات متعددة الأحزاب عامي 1993 و1998 وفاز فيهما.
عدّل الدستور عام 2003 ليسمح لنفسه بالترشح لمنصب الرئاسة مرات عدة. وعقدت آخر انتخابات رئاسية في عهده في نوفمبر 2005، حيث أدى اليمين الدستورية لولاية جديدة من سبع سنوات في 19 يناير 2006.
في خطوة مفاجئة، علق بونغو في مايو 2009 مهامه الرئاسية لأول مرة بحجة حزنه على زوجته إيدث لويسي، ابنة رئيس الكونغو دينس ساسو نغيسو التي توفيت في مارس من العام نفسه.

## الوفاة
نقل عمر بونغو بشكل مفاجئ للعلاج في عيادة خاصة في مدينة برشلونة الإسبانية، حيث ذكرت تقارير أنه يعاني من سرطان متقدم، قبل أن تعلَن وفاته في 8 يونيو 2009.

## روابط خارجية
- عمر بونغو على موقع أوليمبيديا (الإنجليزية)